# Юрьев, Флориан Ильич
Флориан Ильич Юрьев (укр. Флоріан Ілліч Юр’єв; 11 августа 1929, Киренск, Киренский округ, Сибирский край, РСФСР, СССР — 11 сентября 2021, Киев) — советский и украинский художник, архитектор, искусствовед, мастер-художник скрипичных музыкальных инструментов. Занимался изучением и развитием цветописи. Заслуженный работник культуры Украины (2009). Кандидат искусствоведения (1974). Член Национального союза художников Украины (1970), Национального союза архитекторов Украины (1956).

## Биография
Родился 11 августа 1929 года в городе Киренск Иркутской области, куда был сослан его отец — биолог Илья Захарьин-Юрьев. Мать — Мария Ивановна Большак, эвенка. Отец покончил жизнь самоубийством после третьего ареста. Детство и юношеские годы Флориана Юрьева прошли в лагерях и посёлках ГУЛАГа, где он начал заниматься скрипкой и изучать поэзию. Окончил школу в конце 1940-х годов, поступил в Иркутское художественное училище, обучаясь одновременно на изобразительном и музыкальном отделениях. В 1947 году выступил в Москве с докладом о синтезе искусств.
В 1948 году музыкальная фантазия «Боярин Орша», написанная Юрьевым для альта, была исполнена на Олимпиаде молодых музыкантов Сибири, где получила первую премию. Столкнувшись с низким качеством звучания скрипок, продававшихся в магазинах, Юрьев в 1948 году изготовил свою первую скрипку. В 1950 году переехал в Киев и поступил на архитектурный факультет Киевского художественного института, обучаясь в мастерской Владимира Заболотного и Евгения Катонина.
После окончания вуза, с 1956 по 1976 год работал в Киевпроекте, где прошёл путь от старшего до главного архитектора. В 1974 году стал кандидатом искусствоведения, защитив диссертацию по теме: «Цветной текст в искусстве книги» в Московском полиграфическом институте.
С 1976 по 1991 год — преподаватель факультета графики Киевского отделения Украинского полиграфических института имени Ивана Фёдорова, где читал курс «Художественное цветоведение». В 1980 году написал докторскую диссертацию, которая не была допущена к защите в полиграфическом институте из-за обвинения в формализме. В начале 1990-х годов Юрьев начал обучение ремеслу изготовления скрипок и одновременно брал уроки композиции и вокала.
С 1991 года — научный сотрудник Института экогигиены токсикологии имени Л. Медведя АМН Украины.
В 1992 году в США провёл мастер-классы для американских скрипичных мастеров.
Основатель и вице-президент Международной Академии «Modus coloris», председатель Ассоциации мастеров-художников по изготовлению смычковых музыкальных инструментов, глава научно-исследовательской лаборатории Национального всеукраинского музыкального союза. С 1956 года — член Союза архитекторов Украинской ССР, с 1970 года — член Национального союза художников Украины, с 1992 года — член Национального всеукраинского музыкального союза, член Национального союза композиторов Украины, Ассоциации скрипичных мастеров-художников Украины, Международной ассоциации колористов.
Проживал в Лесном массиве Киева. Скончался 11 сентября 2021 года.

## Творчество

Герб Киева (1969—1995)

В знак уважения к родному городу Киренску, Юрьев подписывался как «Флориан да Киренги» (итал. Florian da Kirengi). Занимался изучением цветописи (передачи цвета языком художественного произведения).
Старт его творческой деятельности совпал с периодом «хрущёвской оттепели» в середине 1950-х годов. После начала кампании борьбы с абстракционизмом его нефигуративные живописные композиции, представленные на выставке работ молодых архитекторов в Киеве, были уничтожены в 1962 году. Его этюды были выполнены акварелью на тему «свето-музыкального кино» без конкретного изображения предметов. Юрьев старался объединить искусство цвета, музыки и кино в единое целое. Критики тех лет писали о его работах как о схематичных, утверждая, что они «не вызывают никаких чувств».
Одним из первых в Украинской ССР начал писать о роли цвета в архитектуре. В 1962 году в статье «Музика кольору» («Музыка цвета»), опубликованной в журнале «Наука і життя», Юрьев представил свою авторскую концепцию «цветовой гаммы» из 16-ти цветов и способ записи цветомузыкальной партитуры. Считал, что «цветомузыка» является не только средством передачи живописи на язык музыки, но и может служить самостоятельным видом искусства. В начале 1960-х годов Юрьев написал монографию «Музыка света», которая была издана лишь спустя десятилетие из-за обвинения автора в абстракционизме.
В соавторстве с Борисом Довганем стал автором герба Киева, служившего символом города с 1969 по 1995 год.
Автор ряда моделей скрипок.

### Архитектура
Юрьев известен своими работами в стиле советского архитектурного модернизма. Его неосуществлённым проектом стал Дворец Дарницкого шёлкового комбината (1969). Юрьев выполнил проект жилого массива № 17 в микрорайоне «Нивки». Среди осуществлённых проектов архитектора в Киеве отмечаются следующие:
- Наземный павильон станции метро «Крещатик» (1960)[9]
- Здание Института научно-технической и экономической информации (1965—1972)

Соавтор мемориальной доски художнице Алле Горской (Терещенковская улица, 25) и Памятника репрессированным художникам (Вознесенский спуск, 20). Вместе с Борисом Довганем стал автором аннотационной доски Николаю Матеюку (бронза, барельефный портрет), установленной в 1983 году на улице Николая Матеюка.

## Награды и звания
- Заслуженный работник культуры Украины (2009)[12]
- Орден «За заслуги» III степени (22 августа 2019) — «за значительный личный вклад в государственное строительство, социально-экономическое, научно-техническое, культурно-образовательное развитие Украины, весомые трудовые достижения и высокий профессионализм»[13]
- Золотая медаль и почётный диплом «Doctor of Art» Международного биографического центра (1997)[4]
- «Человек года» по версии Биографического института США (2000) — «за вклад в гуманитарные науки и интеллектуальную деятельность»[4]

## Публикации
- Музика кольору // Наука і життя, 1962. — № 1. — С. 55—56.
- Жар-птиця // Літературна Україна, 25.05.1965.
- Музика світла // Ранок. 1966. — № 3. — С. 9—10.
- Барви навколо нас // Радянська Україна. 1968. — 13 вересня. — С. 4.
- Музыка света. — Киев: Музична Україна, 1971. — 168 с.
- Цвет в искусстве книги. — Киев: Вища школа, 1987. — 245 с.
- Цветовая образность информации. — Киев: Новий друк, 2015. — 318 с.